# Цефалоспорины

Общая структура цефалоспоринов

Цефалоспорины (англ. cephalosporins) — класс β-лактамных антибиотиков, в основе химической структуры которых лежит 7-аминоцефалоспорановая кислота (7-АЦК).
Основными особенностями цефалоспоринов по сравнению с пенициллинами являются их большая резистентность по отношению к β-лактамазам — ферментам, вырабатываемым микроорганизмами.
Как оказалось, первые антибиотики-цефалоспорины, имея высокую антибактериальную активность, полной устойчивостью к β-лактамазам не обладают. Будучи резистентными в отношении плазмидных лактамаз, они разрушаются хромосомными лактамазами, которые вырабатываются грамотрицательными бактериями. Для повышения устойчивости цефалоспоринов, расширения спектра антимикробного действия, улучшения фармакокинетических параметров были синтезированы их многочисленные полусинтетические производные. Созданы также комбинированные препараты, содержащие цефалоспорины в сочетании с ингибиторами разрушающих их ферментов (напр. Сульперазон).

## Точка приложения и механизм действия
Цефалоспорины проявляют бактерицидное действие. Механизм этого действия связан с повреждением клеточной стенки бактерий (подавление синтеза пептидогликанового слоя), находящихся в стадии размножения, и высвобождением аутолитических ферментов, что приводит к их гибели.
Другие механизмы действия: сидерофоры (Цефидерокол).

## История открытия
Цефалоспорины были впервые выделены из культур Cephalosporium acremonium в 1948 году итальянским учёным Джузеппе Бротзу, который заметил, что культуры продуцировали вещества, эффективно уничтожавшие Salmonella Typhi, возбудителя тифа, имевшего активный фермент бета-лактамазу. Исследователи из университета Оксфорда выделили цефалоспорин C. Первый антибиотик из группы цефалоспоринов — цефалотин — был получен компанией Эли Лилли в 1964 году.

## Классификация
Исходя из структуры, спектра действия и устойчивости к β-лактамазам цефалоспорины делят в настоящее время на 5 групп:
| I поколение                                                                     | II поколение                                                                  | III поколение                                                                                             | IV поколение      | V поколение                         |
| ------------------------------------------------------------------------------- | ----------------------------------------------------------------------------- | --- | ----------------- | ----------------------------------- |
| цефалоридин, цефалотин, цефапирин, цефрадин, цефазолин, цефалексин, цефадроксил | цефуроксим, цефаклор, цефамандол, цефотиам, цефсулодин, цефокситин, цефпрозил | цефотаксим, цефоперазон, цефтриаксон, цефтибутен, цефтазидим, цефиксим, цефподоксим, цефодизим, цефетамет | цефпиром, цефепим | цефтобипрол, цефтаролин, цефтолозан |

1. Также существует классификация цефалоспоринов по методу их введения в организм (энтеральное и парентеральное), основанная на степени их всасывания в организме, скорости развития эффекта, длительности эффекта, метаболизму и элиминации, что следует учитывать при применении конкретного препарата.

## Фармакокинетика
Из желудочно-кишечного тракта всасывается цефуроксим, цефалексин (90 % принятой дозы) и цефиксим (40—50 % принятой дозы). Остальные цефалоспорины не только не всасываются, но сильно раздражают слизистые оболочки. Абсорбция цефалексина происходит быстро; максимальная концентрация в крови грудных детей возникает через 30 мин, а у более старших — через 1—2 ч, но она (концентрация) меньше, чем после парентерального введения. Поэтому пероральная доза должна быть в 2—3 раза выше обычной. При внутримышечном введении цефалоспоринов максимальная их концентрация в плазме крови возникает через 30—60 минут, у грудных детей — через 30 минут, иногда раньше.
В плазме крови все они связаны с белками крови, но в разной степени: цефалексин — на 10—17 %, цефалоридин — 10—30 % (при низкой концентрации в крови — до 60 %), цефуроксим — 33—41 %, цефотаксим — 27—60 %, цефамандол — 70—80 % и цефазолин — 70—90 %. В разные ткани они проникают неодинаково. Цефалоспорины 1-го и 2-го поколений мало проникают через гематоэнцефалический барьер. Поэтому их не рекомендуют назначать при подозрении на начинающийся менингит или при тяжелых инфекциях, способных привести к его возникновению.
Есть сообщения о возникновении вторичных менингитов при лечении детей этими цефалоспоринами. Элиминируют они в основном через почки, преимущественно путём клубочковой фильтрации, но отчасти и канальцевой секрецией. Скорость этого процесса у разных препаратов различна.
При ухудшении функции почек, регистрируемой по снижению клиренса креатинина, отмечаются задержка выведения цефалоспоринов, удлинение их t1/2: у цефалоридина до 20—24 ч, у цефалотина — до 5,5 ч, у цефалексина — до 5,3 ч, у цефазолина — до 18—36 ч, у цефамандола — до 11 ч, у цефотаксима — до 2,6 ч. При повторном введении возможна их кумуляция, что приводит к увеличению концентрации препарата в плазме крови и в тканях и повышению его токсичности. По этому больным со сниженным клиренсом креатинина необходимо вводить препараты реже и в меньших дозах.

## Побочные эффекты
Около 10 % пациентов с гиперчувствительностью к пенициллинам и карбапенемам чувствительны и к цефалоспоринам, что было впервые показано в 1975 году.
При назначении цефалоспоринов необходимо учитывать возможность развития побочных явлений (аллергические реакции, нарушение функции почек и др.). Частота аллергических реакций, однако, меньше чем при применении пенициллинов. Тем не менее рекомендуется соблюдать осторожность при назначении цефалоспоринов больным, у которых в анамнезе отмечены реакции гиперчувствительности к пенициллинам.
При внутривенном введении больших доз цефалоспоринов, особенно при повторных инъекциях, могут наблюдаться преходящая гипертермия, приступообразный кашель, миалгии.
В современной литературе приводятся сообщения о нарушениях кроветворения при введении «новейших» цефалоспоринов; отдельные случаи кровоточивости связывают с подавлением цефалоспоринами роста микрофлоры, ответственной за выработку витамина К. К числу «гематологических» осложнений относят также субклинический гемолиз.
Несовместимы с алкоголем — при совместном применении происходит ингибирование альдегиддегидрогеназы с последующим антабусным эффектом.

## Противопоказания
Все цефалоспорины противопоказаны при выраженной аллергии к любому препарату этой группы. Осторожность необходима при назначении их больным с нарушением функции печени и почек.